# Club Cerro Porteño
O Club Cerro Porteño é uma agremiação paraguaia de futebol fundada em 1 de outubro de 1912, na cidade de Assunção e tem como grande rival o Olimpia. É um dos principais clubes do Paraguai, o segundo em número de títulos, seis vezes semifinalista da Copa Libertadores da América, proprietário do maior estádio do país, possuindo um grande número de torcedores.

## História
Nos arredores da cidade de Assunção, na paróquia da Capilla San Juan, atualmente localizada entre a Avenida Perú (antiga Calle Salinares), Avda. Espanha, Rua São José e Rua Rio de Janeiro, havia um grande terreno baldio montado como campo de futebol. Naquele local, já em 1911, um grupo de 31 jovens entusiastas e vigorosos, liderados por Antonio Vasconsellos, reunia-se para praticar futebol. Entre estes jovens estavam o filho do líder Cándido Vasconsellos, bem como Lisandro Riveros, Luciano Gómez Sánchez, Axel Smith, Sixto Estigarribia e Victoriano Estigarribia, que ao longo de 1911 e 1912 foram, entre muitos outros, os principais promotores da ideia de formar um clube de futebol.
Perto da referida propriedade, onde antes era um exuberante bosque que mais tarde foi convertido em areal onde brincavam os jovens do bairro, ficava a residência da Família Núñez, onde a dona da casa, Dona Susana Núñez, servia como madrinha comum dos espirituosos jovens do grupo, do qual se incluíam os seus quatro filhos: Nicanor, Antonio, Pastor e Abelardo. Foi ali, num lar tão humilde, trabalhador e progressista, que na terça-feira, 1 de outubro de 1912, um grupo entusiasta e visionário de amigos, companheiros e apaixonados pelo mesmo desporto, formou uma associação de carácter desportivo a que deram o nome de Cerro Porteño Futebol Clube.
Ao todo, são 32 conquistas do Campeonato Paraguaio, sendo o Cerro o segundo clube mais vencedor do país. Apesar deste sucesso no campeonato nacional, o clube nunca venceu uma competição internacional oficial, apesar de ter atingido as semifinais da Copa Libertadores em seis ocasiões e a da Copa Sul-Americana em uma.
Logo em 1913, o Cerro Porteño levantaria a taça inaugural de sua sala de troféus. Uma campanha perfeita levou o clube à conquista do Campeonato Paraguaio na era amadora. Antes da era profissional, o Cerro venceria a competição em mais três oportunidades: 1915, 1918 e 1919.
No ano de 1918, o time ganhou o apelido de Ciclón devido à final contra o Nacional. O Cerro empatou o primeiro jogo por 2 a 2 e o segundo por 1 a 1. No terceiro, a grande final, o clube azul-grená perdia a partida por 2 a 0 a sete minutos do fim. Porém, como um verdadeiro vendaval, a agremiação virou o jogo para 4 a 2 e levou o título. Após o triunfo, a equipa ficaria muito tempo afastada das competições nacionais, pois os campeonatos pararam em virtude da Guerra do Chaco e da Revolução Liberal. 
O regresso do maior torneio do Paraguai aconteceria somente em 1935, quando a liga passou a ser profissional. Assim como na fase amadora, o Cerro começou com tudo e, logo na primeira temporada de disputa, tornou-se campeão. A maior seqüência de títulos do clube começaria no ano de 1939. Naquela temporada, o clube iniciaria a conquista do tricampeonato paraguaio. O mesmo feito seria repetido na década de 70, com a conquista da competição em 1972, 1973 e 1974.
Em 17 de abril de 1983, na vitória por 2 a 1 frente ao Olimpia foi batido o recorde de público em partidas de clubes no Paraguai, quando 49.095 torcedores estiveram presentes.
De 1990 até ao presente, o Cerro é o clube que mais conquistou títulos no Paraguai.

## Títulos
| NACIONAIS | NACIONAIS            | NACIONAIS | NACIONAIS |
|           | Competição           | Títulos   | Temporadas |
| --------- | -------------------- | --------- | --- |
| Paraguai  | Campeonato Paraguaio | 34        | 1913, 1915, 1918, 1919, 1935, 1939, 1940, 1941, 1944, 1950, 1954, 1961, 1963, 1966, 1970, 1972, 1973, 1974, 1977, 1987, 1990, 1992, 1994, 1996, 2001, 2004, 2005, 2009-A, 2012-A, 2013-C, 2015-A, 2017-C, 2020-A e 2021 |
| Paraguai  | Copa da República    | 6         | 1945, 1949, 1950, 1978, 1991 e 1995 |

LEGENDAS:
A: Torneio Apertura
C: Torneio Clausura

## Campanhas de destaque
- *Copa Libertadores da América: 4º lugar - 1973, 1978, 1993, 1998, 1999, 2011
- Copa Sul-Americana: 3º lugar - 2016

## Estatísticas

### Participações
|  | Participações em 2025 |

| Competição         | Competição                   | Temporadas              | Melhor campanha     | Estreia | Última | A | R |
| Paraguai           | Campeonato Paraguaio         | 107                     | Campeão (34 vezes)  | 1913    | 2025   |   | – |
|                    | Copa Libertadores da América | 46                      | Semifinal (6 vezes) | 1962    | 2025   |   |   |
| Copa Sul-Americana | 12                           | Semifinal (2009 e 2016) | 2002                | 2024    |        |   |   |

## Sedes e estádios

### General Pablo Rojas
Seu estádio General Pablo Rojas é conhecido como a Olla azulgrana (a panela Azul-Grená). A sua ampliação para 45.000 torcedores e modernização teve como operários os próprios torcedores do clube.

## Rivalidades
O seu maior rival é o Club Olimpia, possuindo rivalidade também com o Libertad, sendo esses e o Cerro os maiores vencedores do Campeonato Paraguaio.

## Elenco atual
- Atualizado em 22 de abril de 2025.

Legenda
- : Capitão
- : Jogador lesionado/contundido